# Assumpció Oristrell i Salvà
Assumpció Oristrell i Salvà (Sabadell, 10 d'agost del 1956) és una pintora catalana contemporània.

## Biografia
Va començar a pintar de molt jove i va iniciar la seva formació artística a l'Acadèmia de Belles Arts de Sabadell i a l'Escola Massana de Barcelona, entre els anys 1974 i 1978, així com al Cercle Artístic de Sant Lluc. Més endavant, entre els anys 1982 i 1986 va completar la seva formació amb estudis de litografia i gravat a Barcelona. A finals de la dècada dels vuitanta i principis de la dels noranta, les seves obres, encara molt pictòriques, eren composicions de caràcter geomètric amb una evident simplicitat formal i cromàtica, que feien una interpretació personal del paisatge urbà. Les va presentar a Sabadell, principalment a l'Acadèmia de Belles Arts i a la Galeria Negre, on la matèria ja començava a ser un element important del seu llenguatge pictòric. L'any 1993, a la pintura i la matèria s'hi afegien, a més, l'empremta deixada per diferents eines i materials i el collage, que esdevindrien recursos tècnics destacats. També va participar en diferents exposicions col·lectives, com les mostres Artistes sabadellencs per Bòsnia (Museu d'Art de Sabadell, 1994) o Un món sense guerres (Ateneu de Cadaqués, 1996).
En les diferents sèries i col·leccions que ha anat elaborant apareixen un seguit de temes i conceptes transversals, com ara l'evocació de la Mediterrània a partir d'elements històrics (el món clàssic i mític) i culturals. En són un bon exemple les obres de la sèrie Mediterrànies que l'any 1997 va presentar a la Galeria Rosa Ventosa de Barcelona. L'arquitectura també és un tema que ha aparegut en diferents obres, sigui com una estructura o com a mostra de la seva fascinació per un període artístic i cultural determinat, com a les que l'any 1996 va mostrar a Galerie Niu d'Art de Lausanne. El diàleg entre cultures és un altre motiu recurrent, que es va fer molt present en l'exposició Entre una riba i l'altra de l'any 2012 a la Fundació Bosch i Cardellach de Sabadell.
Hi ha obres d'Assumpció Oristrell al Museu d'Art de Sabadell, entre les quals figura el disseny per a la coberta de la revista Arraona que va fer l'any 1997.
L'any 2016 ha estat autora, junt amb la ceramista Maria Bosch, d'un plat d'art per al Memorial Àlex Seglers.